# یوتا ارابه‌ران
یوتا ارابه‌ران یک ستاره است که در صورت فلکی ارابه‌ران قرار دارد.